# Giuseppe Catalano (botanico)
Giuseppe Catalano (Palermo, 8 dicembre 1888 – Napoli, 29 agosto 1981) è stato un botanico italiano.

## Biografia

### Formazione e carriera
Formatosi alla scuola di Federico Delpino ed Antonino Borzì, nel 1908 Catalano ha frequentato come praticante-assistente l'Istituto ed Orto Botanico della R. Università di Palermo. Qui, tre anni più tardi, si è laureato in Scienze naturali. In seguito è diventato assistente di ruolo nell'Istituto botanico del predetto ateneo, fino all'interruzione causata dalla prima guerra mondiale, alla quale ha partecipato come ufficiale di fanteria, tanto da essere decorato della Croce al merito di guerra ed insignito della nomina di cavaliere dell'Ordine di Vittorio Veneto. Sul periodo di guerra ha lasciato un Diario nel quale il racconto della vita al Fronte si alterna a riflessioni di natura filosofica e religiosa, morale ed esistenziale.
Nel 1922 ha conseguito la libera docenza sempre nell'ateneo di Palermo, dove, nel 1931, è stato promosso aiuto presso l'Istituto botanico. Nel 1932, in seguito a concorso, è stato nominato professore straordinario di botanica nell'Istituto Superiore Agrario di Portici, con la direzione dell'Orto botanico. Già trasferitosi a Portici, è rientrato in Sicilia, nel 1934, giusto il tempo per sposarsi con Rosa Giambra, che aveva conosciuto nell'Istituto botanico palermitano, dove era ricercatrice.  Nel 1935 è promosso professore ordinario di botanica nello stesso Istituto di Portici, nel frattempo diventata Facoltà di Agraria dell'Università di Napoli, ed è incaricato dell'insegnamento di arboricoltura. Quattro anni più tardi, e sino al 1947, insegnerà, nell'ordine, "Principi generali di genetica" , "Botanica tropicale e subtropicale", "Botanica generale" e "Botanica sistematica".
Nel 1947 è chiamato dalla Facoltà di scienze del primo ateneo di Napoli alla cattedra di botanica ed alla direzione sia dell'Orto botanico, sia dell'annessa Stazione sperimentale per le piante officinali. Nel 1954 è stato nominato membro del Consiglio Superiore dell'Agricoltura e delle Foreste, mentre un decennio più tardi, ormai collocato a riposo, ha lasciato l'insegnamento.
Un suo fondo documentario si trova presso l'archivio dell'Orto botanico di Palermo, mentre la maggior parte delle sue pubblicazioni è conservata nella biblioteca della ex-Facoltà di Agraria (a Portici) dell'Università Federico II. È stato membro, tra le altre, dell'Accademia Pontaniana e dell'Accademia Gioenia.

### Attività scientifica
Nel periodo trascorso a Portici (1932-1947) si è dedicato sia alla organizzazione dell'Istituto di botanica, rinnovando, grazie all'ottenimento di fondi adeguati, strumenti didattici e scientifici, sia al riordinamento per materia della biblioteca, creandone uno schedario. Ha prestato particolare cura al giardino (l'antico Giardino reale della corte borbonica) che, prima utilizzato per esperimenti di orticoltura, poi abbandonato, ha fatto ridissodare, per ripristinarvi la coltivazione delle specie botaniche. Dal 1935, inoltre, ha riavviato il servizio degli scambi di semi con gli altri orti botanici, adoperandosi per arricchirne sempre più le relative collezioni. La sua opera, che verrà tuttavia vanificata dagli eventi collegati alla seconda guerra mondiale, ai quali dedicherà un altro Diario, è stata volta all'introduzione di qualità esotiche provenienti soprattutto dall'Orto botanico di Palermo.
A Napoli (1947-1959), invece, Catalano è stato il primo direttore dell'Orto botanico di Napoli del secondo dopoguerra. L'Orto e la Stazione sperimentale, che erano usciti mal ridotti dal secondo conflitto mondiale, con lui sono stati riattivati e, pur nell'eseguità di fondi, riorganizzati, secondo il programma e il resoconto degli interventi che il naturalista palermitano ha compendiato nella sua Storia dell'Orto Botanico di Napoli (1958), benché per assistere alla più compiuta rinascita dell'istituzione botanica si dovrà attendere il 1963, con l'arrivo di Aldo Merola. Ha anche aperto l'Orto alla fruizione pubblica. Inoltre ha ripreso la pubblicazione del «Bollettino dell'Orto Botanico della R. Università di Napoli», come fondato da Federico Delpino (e continuato da Fridiano Cavara e Biagio Longo), ridenominandolo non a caso in «Delpinoa», con una regolare cadenza annuale.
La sua attività è stata rivolta, anche dal punto di visto biologico-embrionale, alla morfologia dei vegetali. In particolare, le sue ricerche si sono prevalentemente incentrate sulle spermatofite e - soprattutto - sulle foglie. Allo studio di queste ultime ha contribuito, tra l'altro, con una importante Teoria generale (1941). Dopo il collocamento a riposo le sue pubblicazioni in campo botanico si sono progressivamente ridotte, per quanto abbia anche collaborato alla rivista «Le scienze e il loro insegnamento» edita da Le Monnier, indulgendo invece su temi diversi, fra cui la musica, alla quale ha dedicato il volume Introduzione ad una teoria biologica della musica (Napoli 1963).

## Opere principali
- Botanica Agraria, UTET, Torino 1938 (ed. riv. e amp. nel 1948).
- Anatomia fisiologica del tessuto verde fogliare delle Graminacee, in «Giornale della Società di Sc. Nat. ed Econ. di PA» , XXXII, Palermo 1920, pp. 3–35.
- Sulla morfologia delle foglie di Acacia, in «Atti della R. Acc. di Scienze, Lettere ed Arti di Pa», 1934, vol. XVIII, 1934, fasc. III.
- Contributo alla morfologia della foglia, in «Nuovo giorn. Bot. ital.», N. S., vol. XLII, Firenze 1935.
- Nuovo orientamento nello studio della morfologia della foglia, in «Atti della Soc. ital. per il Progresso delle Scienze», Venezia, 1937.
- Teoria generale della foglia, in «Annali della Facoltà di Agraria della R. Università di Napoli», serie III, 1941, vol. XII, pp. 208.
- Le unità morfologiche della organizzazione vegetale e la teoria fogliare, in «Delpinoa», 1948, vol. I, pp. 9–57.
- La genesi dei rami laterali studiata alla luce della teoria fogliare (con A. Merola ed O. Pellegrini), in «Delpinoa», 1951, vol. IV, pp. 5–67.
- La teoria fogliare e l'evoluzione dell'apice vegetativo, in «Delpinoa», 1956, vol. IX, 1956, pp. 5–96.
- Storia dell'Orto botanico di Napoli (contributo ad una storia universale della Botanica), in «Delpinoa», vol. XI, 1958, pp. 5–170.